# Приют (фильм)
«Приют» (исп. El Orfanato) — испано-мексиканский  мистический триллер  2007 года испанского режиссёра Хуана Антонио Байоны. В главных ролях: Белен Руэда в роли Лауры, Фернандо Кайо в роли её мужа, Карлоса, и Рохер Принсеп в роли их приёмного сына Симона. Сюжет сосредотачивается на Лауре, которая возвращается к дому своего детства — приюту. Лаура планирует восстановить в доме детский приют. Однако в день открытия приюта обнаруживается, что Симон бесследно исчез. Лауре кажется, что дело в Томасе, вымышленном друге своего сына, с чьим призраком она столкнулась в день исчезновения…
Сценарий фильма был написан Серхио Санчесом в 1996 году и представлен режиссёром в 2004 году. Байона попросил своего давнего друга, режиссёра Гильермо дель Торо, помочь со съёмками фильма, удвоить бюджет и время съёмок. Байона хотел, чтобы фильм передал чувства испанского кино 1970-х; он пригласил Джеральдину Чаплин и Белен Руэду, которые позднее удостоились похвалы за их роли в фильме.
Фильм был представлен на Каннском кинофестивале 20 мая 2007 года. Он получил положительные отзывы от зрителей в Испании и получил семь премий «Гойя». На премьере в Северной Америке «Приют» получил поддержку британских критиков, которые отметили, что фильм хорошо снят и сыгран. New Line Cinema купил права на фильм для американского ремейка.

## Сюжет
Испания, 1975 год, девочка по имени Лаура отдана из приюта на удочерение. Годы спустя, она вместе с мужем Карлосом и приёмным сыном Симоном переезжают в тот же приют, ныне закрытый. Супруги решают воссоздать былое прошлое, организовав в здании интернат для детей с различными отклонениями. Лаура и Симон гуляют по берегу моря, в районе старого маяка, который много лет не работает. Симон заходит в пещеру и говорит матери, что там есть мальчик, и просит разрешения пригласить его в дом. Лаура смеется над детскими фантазиями. По дороге Симон бросает ракушки, как бы намечая путь своему новому знакомому. По возвращении домой, Лаура слышит шум у двери и, открыв её, видит на пороге горку сложенных ракушек.
В приюте появляется Бенинья, которая представляется социальным работником, и заводит странный разговор о Симоне, о его заболевании (Симон является ВИЧ-положительным) и прочих непонятных вещах. Лауру этот разговор раздражает. Вскоре Симон закатывает родителям истерику, потому что он узнал от своего друга Томаса, мальчика с мешком на голове, того самого, которого он якобы видел в пещере, что он болен и сирота. Ночью Лаура замечает шум в сарае, приходит туда и обнаруживает там Бенинью с лопатой, которая убегает. Разбуженный Карлос не предпринимает никаких действий, пообещав вызвать полицию, если Бенинья появится снова.
Супруги организуют праздник-открытие, на который приглашают детей и взрослых. Перед самым открытием Симон просит Лауру пойти с ним — он хочет показать ей жилище его друга Томаса. Лаура не желает слушать фантазии сына, они с Симоном сильно ругаются, и Лаура в порыве гнева ударяет мальчика по лицу. Тем временем открытие приюта состоялось. Перед домом стоят столы, много народу в праздничных и карнавальных костюмах. Зайдя в пустой дом, Лаура видит странного мальчика с мешком на голове. На мешке нарисован рот, для одного глаза прорезана дыра, а вместо другого пришита пуговица. Полагая, что это очередная злая шутка Симона, она спрашивает его, где он взял такую маску, но мальчик толкает её, прищемляя ей дверью руку. Когда Лауру находят и освобождают из ванной, все начинают искать Симона. Лаура бежит в пещеру. Ей кажется, что она видит у входа в пещеру сына, но падает и ломает ногу. Прилив на её глазах заполняет пещеру водой.
Карлос даёт Лауре медальон своей бабушки. На медальоне изображён святой Антоний. Карлос не верит, что Антоний им принесёт удачу, но Лаура убеждена в том, и поэтому Карлос отдаёт медальон ей, с условием, что когда найдётся Симон, Лаура вернёт медальон Карлосу.
Поиски результатов не приносят. Лаура начинает собственное расследование. В доме однажды ночью Лаура слышит громкий топот где-то в доме, а затем — сильный грохот.
Проходит 9 месяцев, полиция решает прекратить поиски. Во время одного из визитов в город Лаура видит Бенинью с коляской. Бенинья замечает Лауру, останавливается на дороге, и её сбивает автомобиль «скорой помощи». Бенинья погибает, а в перевернутой коляске обнаруживается лишь кукла с мешком на голове. Полиция находит в доме у Бениньи фотографии и несколько старых любительских плёнок. От полиции Лаура узнает, что у одной из воспитательниц их приюта был сын с обезображенным лицом. Этой воспитательницей и была Бенинья. Чтобы скрыть уродство, мальчик носил маску из мешка на голове, а мать старалась не показывать его другим детям. Этот мальчик, которого звали Томас, однажды подвергся унизительному розыгрышу со стороны воспитанников приюта — те привели его в ту самую пещеру у маяка, сняли с него маску и ушли. Томас не вышел из пещеры и утонул при приливе. Позже Лаура находит несколько мешков с детскими костями в извести, спрятанных на угольном складе в сарае — всё, что осталось от её друзей, с которыми она выросла в приюте. Бенинья отравила зло пошутивших детей. Эти события произошли уже после того, как Лауру удочерили, и это спасло её от той же участи.
Лаура обращается к медиуму Авроре, которая в процессе сеанса видит в одной из комнат бывшего приюта множество кричащих и мучающихся детей, что ещё больше запутывает Лауру — ведь о детстве, проведенном в приюте, у неё только положительные воспоминания. Из всего следует, что призраки убитых детей обитают в особняке, а Томас пришёл из пещеры, следуя за ракушками, которые бросал Симон.
Карлос решает прекратить поиски Симона. Он хочет, чтобы они с Лаурой покинули особняк. Лаура уверена, что Симона можно вернуть. Карлос считает, что у Лауры помутился рассудок от горя. Лаура просит мужа уехать на время, дав ей пару дней побыть одной в доме. Он не хочет оставлять её в таком состоянии, но женщина настаивает. Карлос уезжает, Лаура остается в доме одна и начинает претворять в жизнь свой план. Она меняет новую мебель в детской спальне на сохранившуюся старую, накрывает на стол, расставляя приборы так, как прежде, и садится во главе стола. Призраки не откликаются на её призыв, и Лаура предлагает им поиграть в игру, победой в которой будет исполнение её желание — вернуть Симона. Она начинает играть, произнося слова игры «Раз, два, три, а ну, замри!», когда водящий отворачивается, и за это время к нему должны успеть подбежать игроки и коснуться его. Призраки идут на контакт и принимают участие в игре. Поворачиваясь каждый раз, Лаура видит что дети стоят все ближе. Как только один из них касается её плеча, дети разбегаются, напоследок предлагая ей играть дальше и «найти свое сокровище».
Лаура вспоминает, как играла с Симоном в игру, целью которой было найти один предмет с помощью другого. Она решает снова сыграть в эту игру и мечется по дому, все ближе подбираясь к цели. В итоге она открывает кладовку и замечает внутри неё потайную дверь. Лаура открывает её и спускается в небольшую подвальную комнату. Здесь на полу лежит детский матрас, а на стене рисунки, изображающие мальчика с мешком на голове в окружении друзей и матери. Это бывшая комната Томаса, сына воспитательницы, где он жил, прячась от других. В центре комнаты Лаура видит высохшее тело Симона.
Далее следует череда флешбэков, которые складывают мозаику произошедшего. Во время праздника Симон нашёл потайную комнату. Когда после ссоры с матерью он пропал, Лаура во время поисков сына по дому заметила неплотно закрытый шкаф. Подняв упавшие в шкафу трубы, женщина ушла, не заметив, что заблокировала потайную дверь. Мальчик оказался в ловушке и все это время находился в доме. Некоторое время спустя Симон попытался выбраться, поскользнулся на лестнице и, упав, сломал шею. Именно его шаги и падение Лаура слышала тогда ночью, после того, как мальчик исчез, а она сломала ногу.
Лаура рыдает, сидя на полу и баюкая на руках тело Симона. Она поднимается наверх, в детскую спальню. Садится на подоконник, спиной к окну, и принимает таблетки. Тело сына лежит у неё на коленях, рукой она сжимает цепочку медальона, висящего у неё на шее. Она плачет, закрывая глаза и шепчет, что она выиграла, и желает, чтобы Симон вернулся.
Лаура умирает. Её рука опускается, цепочка медальона рвётся.
По окнам начинает скользить свет заработавшего маяка. Лаура открывает глаза и видит, как Симон, живой и невредимый, просыпается. Вокруг сидят погибшие дети, в том числе и Томас без маски. Они узнают свою подругу детства. Симон просит маму остаться с ними. Лаура улыбается сыну и детям.
В реальности все умерли. Погибшим и похороненным Лауре, Симону и остальным детям приюта установлен памятник.
Карлос возлагает цветы к этому памятнику, заходит в спальню детей, подходит к открытому окну, возле которого отравилась Лаура, поворачивается к дверям и находит на полу медальон, который он дал Лауре. В этот момент двери медленно распахиваются. Он смотрит в проём и улыбается, словно увидев там кого-то.

## В ролях
| Актёр              | Роль            |
| ------------------ | --------------- |
| Белен Руэда        | Лаура           |
| Фернандо Кайо      | Карлос          |
| Рохер Принсеп      | Симон           |
| Мабел Ривера       | Пилар           |
| Джеральдина Чаплин | Аврора (медиум) |

## Отзывы
Фильм был хорошо принят критиками. На сайте Metacritic фильм имеет оценку 74 из 100 на основе 33 рецензий. На сайте Rotten Tomatoes фильм получил рейтинг 87 % на основе 179 рецензий.